# Équipe de Tchécoslovaquie de football à la Coupe du monde 1962
L'équipe de Tchécoslovaquie de football participe à sa cinquième phase finale de Coupe du monde en 1962 au Chili du 30 mai 1962 au 17 juin 1962. Lors de la précédente édition 1958, l'équipe est éliminée au premier tour. En 1962 les Tchécoslovaques sortent de leur groupe en deuxième position et s'imposent ensuite contre la Hongrie, puis la Yougoslavie, avant d'être battus 3 à 1 en finale par le Brésil.

## Phase qualificative
La Tchécoslovaquie se qualifie pour la phase finale de la coupe du monde en battant l'Écosse en match d'appui à Bruxelles, les deux équipes ayant terminé ex æquo à la première place du groupe 8.
| Rang | Équipe               | Pts | J | G | N | P | Bp | Bc | Diff |  | Résultats (▼ dom., ► ext.) |     |     |     |
| ---- | -------------------- | --- | - | - | - | - | -- | -- | ---- |  | -------------------------- | --- | --- | --- |
| 1    | Tchécoslovaquie      | 6   | 4 | 3 | 0 | 1 | 16 | 5  | +11  |  | Tchécoslovaquie            |     | 4-0 | 7-1 |
| 1    | Écosse               | 6   | 4 | 3 | 0 | 1 | 10 | 7  | +3   |  | Écosse                     | 3-2 |     | 4-1 |
| 3    | République d'Irlande | 0   | 4 | 0 | 0 | 4 | 3  | 17 | -14  |  | République d'Irlande       | 1-3 | 0-3 |     |

| 14 mai 1961 | Tchécoslovaquie                                     | 4 - 0 | Écosse | Tehelne Pole, Bratislava                    |                                             |
|             | Pospíchal 8e, 85e · Kvašňák 15e (pen) · Kadraba 40e |       |        | Spectateurs : 50 000 Arbitrage : M. Steiner | Spectateurs : 50 000 Arbitrage : M. Steiner |
|             | Détails                                             |       |        | Spectateurs : 50 000 Arbitrage : M. Steiner | Spectateurs : 50 000 Arbitrage : M. Steiner |

| 26 septembre 1961 | Écosse                     | 3 - 2 | Tchécoslovaquie          | Hampden Park, Glasgow                         |                                               |
|                   | St John 20e · Law 62e, 83e |       | Kvašňák 6e · Scherer 51e | Spectateurs : 51 590 Arbitrage : M. Gulliksen | Spectateurs : 51 590 Arbitrage : M. Gulliksen |
|                   | Détails                    |       |                          | Spectateurs : 51 590 Arbitrage : M. Gulliksen | Spectateurs : 51 590 Arbitrage : M. Gulliksen |

| 8 octobre 1961 | République d'Irlande | 1 - 3 | Tchécoslovaquie               | Dalymount Park, Dublin                          |                                                 |
|                | Giles 41e            |       | Scherer 2e · Kvašňák 61e, 69e | Spectateurs : 40 000 Arbitrage : Arthur Holland | Spectateurs : 40 000 Arbitrage : Arthur Holland |
|                | Détails              |       |                               | Spectateurs : 40 000 Arbitrage : Arthur Holland | Spectateurs : 40 000 Arbitrage : Arthur Holland |

| 29 octobre 1961 | Tchécoslovaquie                                                                 | 7 - 1 | République d'Irlande | Strahov, Prague                             |                                             |
|                 | Kvašňák 9e, 37e · Scherer 24e, 75e · Jelínek 31e · Pospíchal 58e · Masopust 62e |       | Fogarty 57e          | Spectateurs : 30 000 Arbitrage : M. Lundell | Spectateurs : 30 000 Arbitrage : M. Lundell |
|                 | Détails                                                                         |       |                      | Spectateurs : 30 000 Arbitrage : M. Lundell | Spectateurs : 30 000 Arbitrage : M. Lundell |

Match d'appui
| 29 novembre 1961 | Tchécoslovaquie                                         | 4 - 2 a.p. | Écosse            | Stade du Heysel, Bruxelles                |                                           |
|                  | Hledík 70e · Scherer 80e · Pospíchal 96e · Kvašňák 101e |            | St. John 35e, 71e | Spectateurs : 6 000 Arbitrage : M. Versyp | Spectateurs : 6 000 Arbitrage : M. Versyp |
|                  | Détails                                                 |            |                   | Spectateurs : 6 000 Arbitrage : M. Versyp | Spectateurs : 6 000 Arbitrage : M. Versyp |

## Phase finale

### Groupe 3
Après une victoire contre l'Espagne de Ferenc Puskás et d'Alfredo Di Stéfano, l'équipe de Tchécoslovaquie fait match nul contre le Brésil puis s'incline en dernière journée contre le Mexique. Les trois points marqués sont suffisants pour la qualification en quart de finale.
| Classement final |                 |     |   |   |   |   |    |    |      |
|                  | Équipe          | Pts | J | G | N | P | BP | BC | Moy. |
| 1                | Brésil          | 5   | 3 | 2 | 1 | 0 | 4  | 1  | 4.00 |
| 2                | Tchécoslovaquie | 3   | 3 | 1 | 1 | 1 | 2  | 3  | 0.67 |
| 3                | Mexique         | 2   | 3 | 1 | 0 | 2 | 3  | 4  | 0.75 |
| 4                | Espagne         | 2   | 3 | 1 | 0 | 2 | 2  | 3  | 0.67 |

| 30 mai | Brésil          | 2 | 0 | Mexique         |
| 31 mai | Tchécoslovaquie | 1 | 0 | Espagne         |
| 2 juin | Brésil          | 0 | 0 | Tchécoslovaquie |
| 3 juin | Espagne         | 1 | 0 | Mexique         |
| 7 juin | Brésil          | 2 | 1 | Espagne         |
| 8 juin | Mexique         | 3 | 1 | Tchécoslovaquie |

| 31 mai 1962                       | Tchécoslovaquie | 1 - 0 | Espagne | Estadio Sausalito, Viña del Mar                     |                                                     |
| 15:00 · Historique des rencontres | Štibrányi 80e   |       |         | Spectateurs : 12 700 Arbitrage : Carl Erich Steiner | Spectateurs : 12 700 Arbitrage : Carl Erich Steiner |
| 15:00 · Historique des rencontres | Rapport         |       |         | Spectateurs : 12 700 Arbitrage : Carl Erich Steiner | Spectateurs : 12 700 Arbitrage : Carl Erich Steiner |

| 2 juin 1962                       | Brésil  | 0 - 0 | Tchécoslovaquie | Estadio Sausalito, Viña del Mar                  |                                                  |
| 15:00 · Historique des rencontres |         |       |                 | Spectateurs : 14 903 Arbitrage : Pierre Schwinte | Spectateurs : 14 903 Arbitrage : Pierre Schwinte |
| 15:00 · Historique des rencontres | Rapport |       |                 | Spectateurs : 14 903 Arbitrage : Pierre Schwinte | Spectateurs : 14 903 Arbitrage : Pierre Schwinte |

| 7 juin 1962                       | Mexique                                         | 3 - 1 | Tchécoslovaquie | Estadio Sausalito, Viña del Mar                   |                                                   |
| 15:00 · Historique des rencontres | Díaz 12e · del Aguila 29e · Hernández 90e (pen) |       | Mašek 1re       | Spectateurs : 10 648 Arbitrage : Gottfried Dienst | Spectateurs : 10 648 Arbitrage : Gottfried Dienst |
| 15:00 · Historique des rencontres | Rapport                                         |       |                 | Spectateurs : 10 648 Arbitrage : Gottfried Dienst | Spectateurs : 10 648 Arbitrage : Gottfried Dienst |

### Quart de finale
En quarts de finale, la Tchécoslovaquie élimine son voisin hongrois sur le score le plus minime.
| 10 juin 1962                      | Tchécoslovaquie | 1 - 0 | Hongrie | Estadio Braden Cooper Co., Rancagua               |                                                   |
| 14:30 · Historique des rencontres | Scherer 13e     |       |         | Spectateurs : 11 690 Arbitrage : Nikolaï Latychev | Spectateurs : 11 690 Arbitrage : Nikolaï Latychev |
| 14:30 · Historique des rencontres | Rapport         |       |         | Spectateurs : 11 690 Arbitrage : Nikolaï Latychev | Spectateurs : 11 690 Arbitrage : Nikolaï Latychev |

### Demi finale
La première demi-finale est 100 % européenne, et elle voit la Tchécoslovaquie s'imposer grâce à deux buts marqués dans les dix dernières minutes.
| 13 juin 1962                      | Tchécoslovaquie                      | 3 - 1 | Yougoslavie  | Estadio Sausalito, Viña del Mar                  |                                                  |
| 14:30 · Historique des rencontres | Kadraba 48e · Scherer 80e 84e (pen.) |       | Jerković 69e | Spectateurs : 5 890 Arbitrage : Gottfried Dienst | Spectateurs : 5 890 Arbitrage : Gottfried Dienst |
| 14:30 · Historique des rencontres | Rapport                              |       |              | Spectateurs : 5 890 Arbitrage : Gottfried Dienst | Spectateurs : 5 890 Arbitrage : Gottfried Dienst |

### Finale
Adversaires du groupe 3 au premier tour, le Brésil et la Tchécoslovaquie se retrouvent en finale, et cette fois le Brésil s'impose en 90 minutes, malgré l'ouverture du score par les Européens.
| 17 juin 1962 14h30        | Brésil                             | 3 - 1   | Tchécoslovaquie | Estadio Nacional, Santiago                                              |                                                                         |
| Historique des rencontres | Amarildo 17e · Zito 69e · Vavá 78e | (1 - 1) | Masopust 15e    | Spectateurs : 69 000 · Arbitrage : Nikolaï Latychev · Photos du match · | Spectateurs : 69 000 · Arbitrage : Nikolaï Latychev · Photos du match · |
| Historique des rencontres | Rapport                            |         |                 | Spectateurs : 69 000 · Arbitrage : Nikolaï Latychev · Photos du match · | Spectateurs : 69 000 · Arbitrage : Nikolaï Latychev · Photos du match · |

|  | Titulaires : Gilmar Djalma Santos Mauro Zózimo Nílton Santos Garrincha Zito Didi Amarildo Vavá Zagallo Entraîneur : Aymoré Moreira | Finale de la Coupe du monde 1962 |  | Titulaires : Viliam Schrojf Jiří Tichý Svatopluk Pluskal Ján Popluhár Ladislav Novák Josef Masopust Andrej Kvašňák Tomáš Pospíchal Josef Kadraba Adolf Scherer Josef Jelínek Entraîneur : Rudolf Vytlačil |

## Effectif
Rudolf Vytlačil est le sélectionneur de la Tchécoslovaquie durant la Coupe du monde.
| No. | Pos.      | Joueur              | Date de naissance et âge | Sélec. | Club                   |
| --- | --------- | ------------------- | ------------------------ | ------ | ---------------------- |
| 1   | Gardien   | Viliam Schrojf      | 2 août 1931              | 22     | ŠK Slovan Bratislava   |
| 2   | Défenseur | Jan Lála            | 10 septembre 1936        | 1      | Dynamo Praha           |
| 3   | Défenseur | Ján Popluhár        | 12 août 1935             | 27     | ŠK Slovan Bratislava   |
| 4   | Défenseur | Ladislav Novák      | 5 décembre 1931          | 59     | Dukla Prague           |
| 5   | Défenseur | Svatopluk Pluskal   | 28 octobre 1930          | 38     | Dukla Prague           |
| 6   | Milieu    | Josef Masopust      | 9 février 1931           | 44     | Dukla Prague           |
| 7   | Milieu    | Jozef Štibrányi     | 11 avril 1940            | 3      | Spartak Trnava         |
| 8   | Attaquant | Adolf Scherer       | 5 mai 1938               | 18     | TJ Slovnaft Bratislava |
| 9   | Attaquant | Pavol Molnár        | 13 février 1936          | 20     | ŠK Slovan Bratislava   |
| 10  | Attaquant | Jozef Adamec        | 26 février 1942          | 4      | Dukla Prague           |
| 11  | Attaquant | Josef Jelínek       | 9 janvier 1941           | 4      | Dukla Prague           |
| 12  | Défenseur | Jiří Tichý          | 6 décembre 1933          | 13     | TJ Slovnaft Bratislava |
| 13  | Gardien   | František Schmucker | 28 janvier 1940          | 1      | RH Brno                |
| 14  | Attaquant | Václav Mašek        | 21 mars 1941             | 7      | Spartak Praha Sokolovo |
| 15  | Attaquant | Vladimír Koiš       | 9 août 1935              | 1      | CKD Praha              |
| 16  | Défenseur | Titus Buberník      | 12 octobre 1933          | 17     | TJ Slovnaft Bratislava |
| 17  | Attaquant | Tomáš Pospíchal     | 26 juin 1936             | 10     | Baník Ostrava          |
| 18  | Attaquant | Josef Kadraba       | 29 septembre 1933        | 9      | SONP Kladno            |
| 19  | Attaquant | Andrej Kvašňák      | 19 mai 1936              | 12     | Spartak Praha Sokolovo |
| 20  | Attaquant | Jaroslav Borovička  | 26 janvier 1931          | 21     | Dukla Prague           |
| 21  | Défenseur | Jozef Bomba         | 30 mars 1939             | 6      | Tatran Prešov          |
| 22  | Gardien   | Pavel Kouba         | 1er septembre 1938       | 0      | Dukla Prague           |